# Leona Maguire

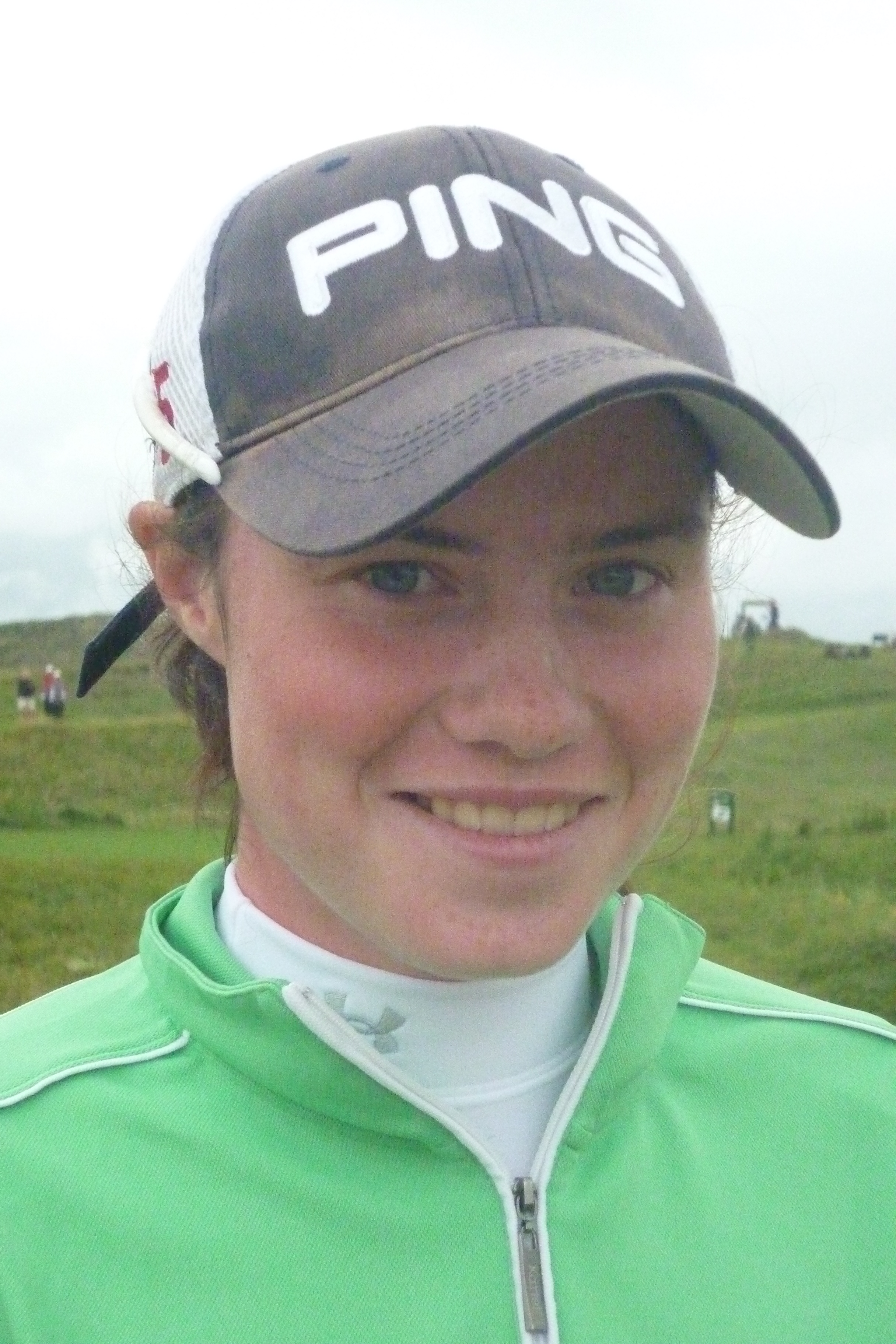
Noordwijk 2011

Leona Maguire (november 1994) en haar tweelingzuster Lisa Maguire zijn golfsters uit Ierland. Beide zijn lid van de Slieve Russell Club in Ballyconnell in County Carlow. Leona stond nummer 1 op de wereldranglijst.
In 2008 stonden de twee toen dertienjarige zusjes tegenover elkaar in de finale van het Nationaal Kampioenschap Matchplay. Het was de derde keer dat ze samen in een finale stonden en de eerste keer dat Leona won.
In 2010 speelde de tweeling in de Curtis Cup, zij waren de jongste deelneemsters ooit en kwalificeerde Leona zich als jongste ooit voor het Brits Amateurkampioenschap.
In maart 2011 won Leona met vijftien slagen voorsprong het Portugees Amateurkampioenschap op de Aroeira Club in Lissabon. In juni 2011 werd zij nationaal kampioene strokeplay op Elm Park. Ze stond daarna op de 5de plaats van de wereldranglijst.

## Gewonnen
Onder meer:
- 2007: Hermitage Scratch Cup (jongste winnaar ooit)
- 2008: Nationaal Kampioenschap Matchplay
- 2011: Portugees Amateur Kampioenschap
- 2012: Irish Women's Close (matchplay[2])
- 2013: Hermitage Scratch Cup
- 2015: NCAA South Bend Regional, ACC Championship

### Teams
- Curtis Cup: 2010 (met Lisa)